# Cylicobdellidae
Cylicobdellidae ist der Name einer Familie vermutlich ausschließlich räuberisch an Land lebender Egel in der Unterordnung der Kieferegel mit drei anerkannten Arten in zwei Gattungen, die in Mittelamerika und Südamerika verbreitet sind. Sie vereinen Merkmale der Kieferegel und Schlundegel und gelten deshalb als basale Gruppe der Rüssellosen Egel.

## Merkmale
Die Egel der Familie Cylicobdellidae haben einen zylindrischen Körper mit einheitlicher Körperbreite, der an die Gestalt von Regenwürmern erinnert und einheitlich gefärbt ist – bei den Arten von Cylicobdella Grube lebhaft rot und bei Blanchardiella fuhrmanni dunkelgrau. Der von den ersten fünf Segmenten gebildete vordere Saugnapf ist schwach ausgeprägt und nicht zum Festsaugen geeignet, der hintere Saugnapf klein und eine Fortsetzung der Körperachse. Das Clitellum ist auch beim Adulttier nicht erhaben, aber durch seine dunkle Farbe erkennbar. An der Haut sitzen sensible Papillen mit Drüsenzellen.
Im Gegensatz zum Grundbauplan der Kieferegel fehlen den Cylicobdellidae Penis und Vagina völlig. Wie die Rollegel besitzen sie nach vorn ausgerichtete, gehörnte paarige männliche Atrien mit gewundenen Spermienleitern, die nach hinten und dann nach vorn in Richtung der Atrien umbiegende Schleifen bilden, bevor sie seitlich nach unten führen. Im Gegensatz zu den Rollegeln haben die Cylicobdellidae je ein einzelnes Paar Hodensäcke in 9 bis 12 Segmenten, ähnlich wie die Plattegel. Die weiblichen Geschlechtsteile bestehen im Wesentlichen aus einem Paar röhrenförmiger Eisäcke, wie dies auch bei Schlundegeln und Rüsselegeln der Fall ist.
Die Egel der Gattung Blanchardiella Weber, 1913 – laut Ringuelet monotypisch mit der Art Blanchardiella fuhrmanni – haben rudimentäre Kiefer mit Stiletten und 3 bis 9 Paar Augen, während die Egel der Gattung Cylicobdella – laut Ringuelet nur mit den zwei gültigen Arten Cylicobdella joseensis und Cylicobdella coccinea – statt Kiefern bloß drei muskulöse Leisten im Schlund besitzen und augenlos sind. Der Darmkanal der Cylicobdellidae weist in Anpassung an eine räuberische Lebensweise keinerlei Blindsäcke und auch keine Postcaeca auf.

## Lebensraum
Sämtliche Arten der Familie Cylicobdellidae sind Landbewohner, die auf Böden von Grasland (Páramos) oder Wäldern leben.

## Lebenszyklus und Ernährung
Über die Biologie der Cylicobdellidae, die wie alle Egel Zwitter sind, ist wenig bekannt. Das Fehlen von Penis und Vagina lässt vermuten, dass die Begattung wie bei den Schlundegeln über Pseudospermatophoren erfolgt. Das Fehlen eines funktionsfähigen Vordersaugnapfes, von Kiefern und Darmblindsäcken spricht dafür, dass sich diese Egel ausschließlich räuberisch ernähren.

## Verbreitung der drei Arten
Die drei Arten der Familie Cylicobdellidae sind in Mittelamerika und Südamerika verbreitet:
- Cylicobdella joseensis (Grube & Oersted, 1859) wurde zuerst anhand von Exemplaren aus Costa Rica beschrieben, doch werden laut Ringuelet auch die als Cylicobdella intermedia beschriebenen Egel in Argentinien, Uruguay, Paraguay und dem südlichen Brasilien zu dieser Art gezählt. Darüber hinaus wird von Vorkommen der Art im nördlichen Südamerika von Venezuela bis Peru berichtet.
- Cylicobdella coccinea Kennel, 1886 ist in Südamerika von Guyana bis Peru wie auch im nördlichen Brasilien und auf Trinidad verbreitet.
- Blanchardiella fuhrmanni Weber, 1913 ist von Costa Rica, Panama, Kolumbien und Peru belegt.

## Systematik
Der argentinische Zoologe Raúl Adolfo Ringuelet beschrieb 1972 die Cylicobdellidae als neue Familie innerhalb der Überfamilie Erpobdelloidea (Schlundegel). Der Name der Typusgattung Cylicobdella Grube, 1871 bedeutet „Kelch-Egel“ (von griechisch κύλιξ kýlix „Kelch“ und griechisch βδέλλα bdélla „Egel“; nicht zu verwechseln mit der ähnlich geschriebenen Gattung Cyclobdella Weyenbergh 1879 „Kreis-Egel“, nach κύκλος kýklos „Kreis“).
Molekulargenetische Untersuchungen durch Borda et al. (2008) ergaben, dass die Cylicobdellidae wie auch die ebenfalls räuberischen und terrestrischen Semiscolecidae mit den Kieferegeln näher verwandt sind als mit den Schlundegeln und deshalb in die Unterordnung Hirudiniformes (Kieferegel) zu stellen sind.